# Тодтен, Жаклин
Жаклин Тодтен (нем. Jacqueline Todten; род. 29 мая 1954, Берлин) — немецкая легкоатлетка, серебряный призёр летних Олимпийских игр 1972 года, призёр чемпионата Европы 1974 года.

## Биография
Родилась 29 мая 1954 года в Восточном Берлине, ГДР. Начинала тренироваться и выступать за «Динамо Берлин», наставником был Ханс Бир.
В 1972 году на Олимпийских играх в Мюнхене сумела метнуть копьё на 62 м 54 см и завоевала серебряную медаль, уступив золото своей соотечественнице Рут Фукс. В 1974 году стала серебряной призёркой чемпионата Европы, метнув копьё на 62 м 10 см. В 1976 году приняла участие в Олимпийских играх в Монреале, но там стала лишь 4-й.
После завершения спортивной карьеры изучала педагогику, работала в Берлинском районе Панков по вопросам реинтеграции уволенных правонарушителей.
В 1972 году награждена Бронзовым орденом за заслуги перед Отечеством.